# بخش براون (شهرستان دارک، اوهایو)
بخش براون (به انگلیسی: Brown Township) یک منطقهٔ مسکونی در ایالات متحده آمریکا است که در شهرستان دارک، اوهایو واقع شده‌است.
 بخش براون ۷۶٫۸ کیلومتر مربع مساحت و ۲٬۰۷۳ نفر جمعیت دارد و ۳۰۶ متر بالاتر از سطح دریا واقع شده‌است.